# Macrosiphum holmani
Macrosiphum holmani är en insektsart. Macrosiphum holmani ingår i släktet Macrosiphum och familjen långrörsbladlöss. Inga underarter finns listade i Catalogue of Life.